# Івантієвка (Саратовська область)
Івантієвка — село в Росії, центр Івантієвського муніципального району Саратовської області.
Населення 6 173 осіб (2002).

## Географія
Село розташоване на берегах річки Малий Іргиз (ліва притока Волги) при впадінні в неї притоки Чернава, на відстані 150 км від міста Самари і 300 км від обласного центру — міста Саратова. Залізнична станція Топольок на лінії Пугачов — Чапаєвськ розташована за 4 км на північний захід від центру села біля села Арбузівка.